# Катарина от Мекленбург
Катарина от Мекленбург (на немски: Katharina von Mecklenburg; * 1487; † 6 юни 1561, Торгау) е принцеса от Мекленбург и чрез женитба херцогиня на Саксония (1539 – 1541).

## Живот
Тя е най-малката дъщеря на херцог Магнус II от Мекленбург (1441 – 1503) и съпругата му принцеса София Померанска (1460 – 1504), дъщеря на херцог Ерих II от Померания-Волгаст († 1474).
Катарина се омъжва на 6 юли 1512 г. във Фрайберг за Хайнрих Благочестиви (1473 – 1541) от род Албертини, маркграф на Майсен, от 1539 г. херцог на Саксония. През 1536 г. Хайнрих по настояване на Катарина се присъединява към учението на Лутер.
Херцог Хайнрих умира на 18 август 1541 г., Катарина живее още 20 години в замък Волкенщайн.
Херцог Хайнрих умира на 18 август 1541 г., Катарина живее още 20 години в замък Волкенщайн.

## Деца
Катарина от Мекленбург има с Хайнрих децата:
- Сибила (1515 – 1592)

∞ 1540 херцог Франц I от Саксония-Лауенбург (1510 – 1581)
- Емилия (1516 – 1591)

∞ 1533 маркграф Георг Благочестиви от Бранденбург-Ансбах (1484 – 1543)
- Сидония (1518 – 1575)

∞ 1545 херцог Ерих II от Брауншвайг-Каленберг (1528 – 1584)
- Мориц (1521 – 1553), курфюрст на Саксония

∞ 1541 принцеса Агнес фон Хесен (1527 – 1555)
- Северин (1522 – 1533)
- Август (1526 – 1586), курфюрст на Саксония

∞ 1548 принцеса Анна Датска от Дания и Норвегия (1532 – 1585)